# Sint-Jozefkerk (Verviers)

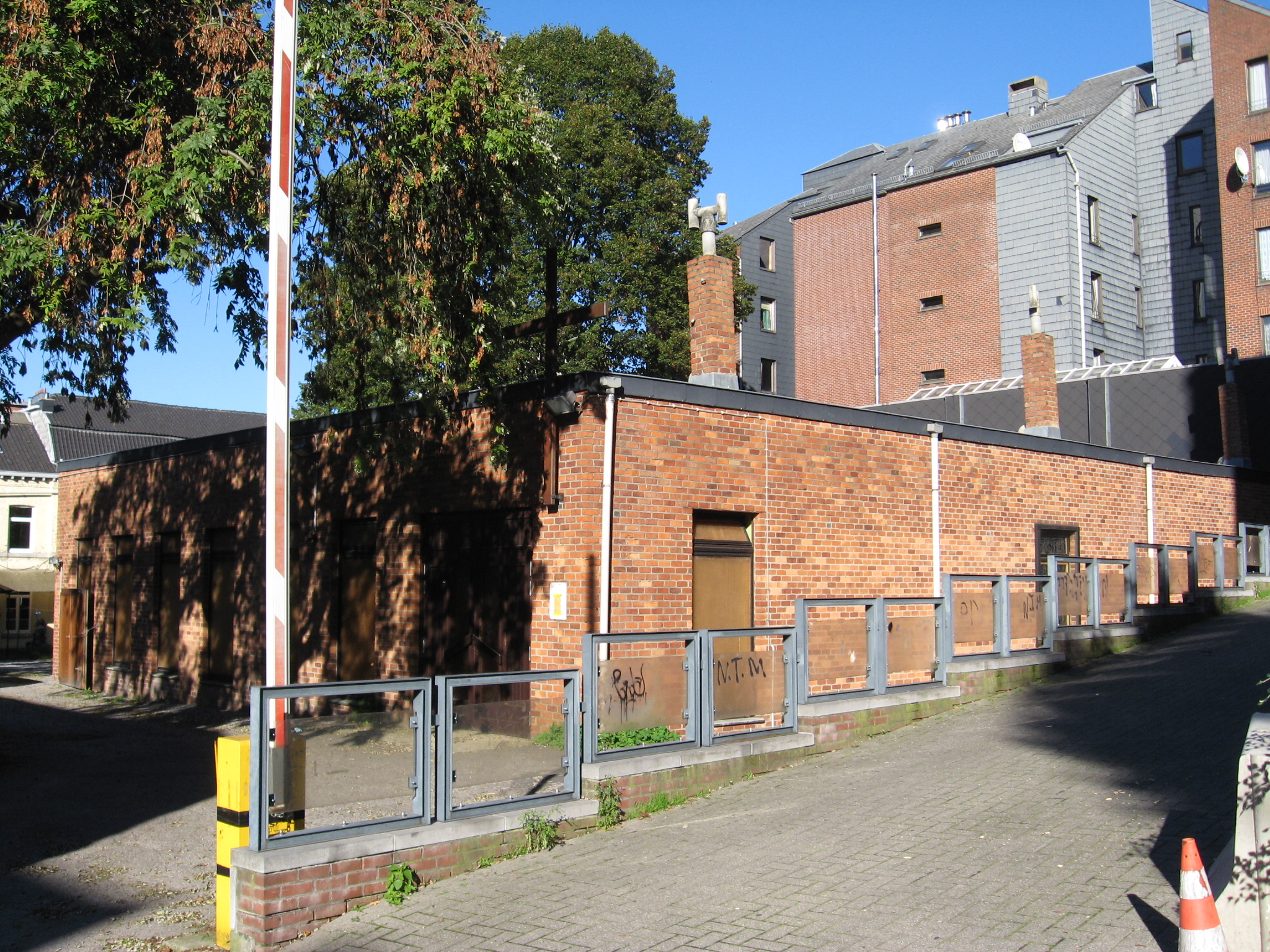
Sint-Jozefkerk

De Sint-Jozefkerk is een kerkgebouw in de Belgische stad Verviers, gelegen aan de Rue Paul Janson.

## Geschiedenis
Oorspronkelijk betrof het een kloosterkerk van de ongeschoeide Karmelieten. Deze waren reeds vanaf 1249 gevestigd in Luik, waar ze in 1617 een pand aan de Rue Hors-Château betrokken, gelegen naast de burgemeesterswoning, maar ze werden in 1637 uit deze stad verdreven na beschuldigingen dat ze betrokken zouden zijn geweest bij de moord op burgemeester Sébastien La Ruelle. In 1640 mochten ze weer terugkeren en in 1654 voltooiden ze er hun kerk.
In hetzelfde jaar kochten ze een pand aan de Rue Sécheval te Verviers, de Tour Quentin genaamd. De in Verviers reeds aanwezige Minderbroeders probeerden de vestiging van de Karmelieten tegen te houden, maar de Karmelieten kregen steun van het Vaticaan.
In 1678 werd de eerste steen voor de kloosterkerk gelegd en in 1683 kwam de kerk gereed. Deze stond later bekend als Église Saint-Joseph des Carmes en lag aan de latere Rue des Carmes. Ook werd een klooster gebouwd en in 1684 kwam een noviciaat tot stand. De kloostergemeenschap kwam tot bloei en in 1694 werd de kerk al te klein bevonden. Een nieuwe kerk kwam gereed in 1722. In 1796 werd het klooster opgeheven en de gebouwen genaast. Er kwam een gerechtsgebouw in het complex. In 1808 werd de kerk een bijkerk van de Sint-Remaclusparochie en in 1842 werd ze verheven tot parochiekerk.
De kerk werd na enige tijd opnieuw te klein. Daarom werd er om de oude kerk een nieuwe gebouwd. Naar ontwerp van Emile Burguet werd een grote neogotische kruiskerk gebouwd. Van 1913-1917 een nieuw koor en transept, terwijl van 1937-1929 ook het schip gereed kwam en de oude kerk geheel werd gesloopt.
Ook de nieuwe kerk zou dat lot ondergaan, want er verschenen scheuren in de muren en in 1974 werd de kerk gesloten vanwege het gevaar van vallende brokstukken. In 1985 werd de kerk uiteindelijk gesloopt. De huidige kerk is een onopvallend doosvormig bakstenen gebouw, gelegen achter het gerechtsgebouw.

## Interieur
De neogotische kerk had een rijk interieur, waarvan echter veel is verloren gegaan. Zo was er een hoofdaltaar van begin 18e eeuw, in régencestijl, en tal van werken van Alphonse de Tombay (midden 19e eeuw).